# Rüssellose Egel
Die Rüssellosen Egel (Arhynchobdellida) sind eine Ordnung der Egel (Hirudinea), die als Parasiten oder Prädatoren von Wirbeltierblut oder verschiedenen Kleintieren leben. Sie umfassen die beiden Gruppen der Schlundegel und Kieferegel.

## Merkmale
Der Körper der Rüssellosen Egel ist in 33 Segmente sowie am Vorderende ein Prostomium gegliedert. Die Segmente sind auf Grund der äußeren Ringelung nicht von außen erkennbar. Der vordere Saugnapf wird von den 4 ersten und der hintere Saugnapf den 7 letzten Segmenten gebildet. Die männliche Geschlechtsöffnung der zwittrigen Tiere befindet sich im neunten und die weibliche im zehnten Segment.
Bei den Kieferegeln weist der Vorderdarm meist drei kräftige, gezähnte Kiefer auf, mithilfe derer die Haut des Wirtes beziehungsweise der Beute aufgeritzt wird. Die Schlundegel besitzen dagegen keine Kiefer und saugen ihre Beutetiere mithilfe ihres muskulösen Pharynx als Ganzes auf.
Das Coelom der Rüssellosen Egel ist als System enger Gefäße ausgebildet, durch welche die hämoglobinhaltige, als Blut dienende Coelomflüssigkeit fließt und die somit ein sekundäres Blutgefäßsystem darstellen, während das primäre Blutgefäßsystem vollständig reduziert ist. Die beiden lateral verlaufenden muskulösen Hauptgefäße pulsieren und haben somit Herzfunktion. Der Raum zwischen den Gefäßen ist mit Muskelsträngen durchzogen und mit Bindegewebe ausgefüllt.

## Verbreitung und Lebensraum
Die Rüssellosen Egel sind als Parasiten oder Prädatoren weltweit in Binnengewässern oder auch an Land verbreitet.

## Systematik
Peter Ax nennt als Autapomorphie der monophyletischen Gruppe Arhynchobdellida die Entwicklung des Coeloms zu einem fein verzweigten sekundären Blutgefäßsystem, das die Rolle des zurückgebildeten primären Blutgefäßsystems in Gänze übernimmt. Sie bilden innerhalb der Euhirudinea die Schwestergruppe der Rüsselegel (Rhynchobdellida).
Die Rüssellosen Egel umfassen folgende Unterordnungen und Familien:
- Hirudiniformes (früher Gnathobdelliformes)
  - Hirudinidae
  - Haemopidae
  - Haemadipsidae
  - Macrobdellidae
  - Xerobdellidae
  - Praobdellidae
  - Semiscolecidae
  - Cylicobdellidae
  - Americobdellidae (1 Art)
- Erpobdelliformes (früher Pharyngobdelliformes)
  - Erpobdellidae
  - Gastrostomobdellidae
  - Orobdellidae
  - Salifidae